# گل کوکب کوهی
گل کوکب کوهی (به انگلیسی: Rudbeckia hirta) گیاهی گلدار از تیره کاسنیان بومی بخش شرقی و مرکزی آمریکای شمالی است، که بومی قسمت غربی این قاره و همین‌طور چین شده است. این گیاه در حال حاضر در تمام ۱۰ استان کانادا و همهٔ ۴۸ ایالت هم‌جوار ایالات متحده یافت شده است.
کوکب کوهی گل ملی ایالت مریلند است.
کوکب کوهی از گیاهان دارویی سنتی بومیان چندین قبیله است. و در این قبایل اعتقاد دارند درمان بیماریهایی مانند سرماخوردگی، آنفلونزا، عفونت، تورم (و پماد موضعی) برای مارگزیدگی است (گرچه همه قسمت‌های گیاه خوردنی نیستند).
قسمت‌هایی از گیاه ارزش غذایی دارند و قسمت‌های دیگر قابل خوردن نیستند.

## توصیف
کوکب کوهی گیاه قائم یک ساله (گاهی دو ساله و پایا) است که تا ارتفاع ۳۰ الی ۱۰۰سانتیمتری و پهنای ۳۰ الی ۴۰ سانتیمتری رشد می‌کند. برگها متناوب، بیضی شکل و قدری کشیده کرکدار و خشن هستندو طول ۱۰ الی ۱۸ سانتیمتر دارند. ساقه‌ها ضخیم و منشعب، گل‌هایی شبیه آفتابگردان با مخروطی به رنگ سیاه، قهوه‌ای یا سبز در وسط که اواخر تابستان یا اوایل پاییز ظاهر می‌شوند. در بعضی از گونه‌ها قطر گل به بیش از ۱۰ سانتیمتر می‌رسد، با گلبرگ‌هایی زرد رنگ در اطراف مخروطی به رنگ قهوه‌ای یا سیاه قرار گرفته‌اند.با این حال، پرورش گسترده طیف وسیعی از رنگ‌ها و اندازه‌ها از جمله نارنجی، قرمز و قهوه‌ای را تولید کرده است.